# Dickie Thon
Richard William Thon (né le 20 juin 1958 à South Bend, Indiana, États-Unis) est un joueur d'arrêt-court de baseball ayant joué dans les Ligues majeures de 1979 à 1993.
Il a représenté les Astros de Houston au match des étoiles en 1983 et remporté la même année le Bâton d'argent du meilleur joueur d'arrêt-court offensif de la Ligue nationale.

## Carrière
Dickie Thon signe son premier contrat professionnel en 1975 avec les Angels de la Californie, l'équipe avec laquelle il fait ses débuts dans le baseball majeur le 22 mai 1979.
Le 1er avril 1981, l'année suivant sa saison recrue avec les Angels, il est échangé aux Astros de Houston contre le lanceur droitier Ken Forsch.
Thon fait sa marque à Houston, équipe pour laquelle il évolue jusqu'en 1987 et qui remporte deux titres de division durant cette période. En 1982, 31 de ses 137 coups sûrs sont des doubles, il mène la Ligue nationale avec 10 triples et réussit son sommet en carrière de 37 vols de buts.
En 1983, Thon représente les Astros au match des étoiles de mi-saison. Il complète l'année avec des records personnels de 177 coups sûrs, 20 coups de circuit, 79 points produits et 81 points marqués. Il ajoute à sa fiche 28 doubles, 9 triples et 34 buts volés. On lui décerne à la fin de la campagne le Bâton d'argent du meilleur joueur d'arrêt-court offensif de la Ligue nationale. 
Sa carrière est compromise le 8 avril 1984, au cinquième match de la saison, alors qu'un lancer de Mike Torrez des Mets de New York l'atteint en plein visage et lui brise la cavité orbitale près de l'œil gauche. Il revient au jeu durant la saison 1985, mais des problèmes de vision, des migraines et des étourdissements, l'affectent durant au moins cinq années et handicapent sérieusement sa carrière et sa qualité de vie. Celui qui était vu comme un futur candidat au Temple de la renommée par dirigeant le des Astros Al Rosen et comme le meilleur arrêt-court du baseball selon Dick Williams joue peu dans les années suivantes et quitte même ses coéquipiers des Astros en 1987, envisageant de prendre sa retraite.
Malgré son temps de jeu réduit à ses dernières saisons à Houston, il participe à la Série de championnat 1986 après la conquête du titre de la division Ouest par les Astros et frappe un circuit contre les Mets de New York. 
Thon signe comme agent libre avec les Padres de San Diego en 1988 et y joue l'équivalent d'une demi-saison avant de devenir joueur d'arrêt-court à temps plein des Phillies de Philadelphie durant trois années, de 1989 à 1991. À sa première année à Philadelphie, il joue 136 parties, son plus grand nombre depuis 1983, et élève son jeu presque au niveau où il était avant sa blessure à l'œil : moyenne au bâton de ,271 avec 15 circuits et 60 points produits. Il dispute 149 et 146 matchs respectivement en 1990 et 1991 avec de respectables statistiques offensives. En 1991, Thon reçoit le prix Tony Conigliaro, habituellement remis à un athlète ayant surmonté un important obstacle telle une grave blessure.
Il complète sa carrière par une année chez les Rangers du Texas (1992) et une chez les Brewers de Milwaukee (1993).
Dickie Thon a joué 1387 matchs dans les Ligues majeures et sa moyenne au bâton en carrière est de ,264. Il a réussi 1176 coups sûrs, dont 193 doubles, 42 triples et 71 coups de circuit. Il totalise 435 points produits, 496 points marqués et 167 buts volés.